# グレゴリー・グスティナ
グレゴリー・グスティナ（Gregory Gustina　1973年11月30日）はオランダ王国の野球選手。
ポジションは投手。左投左打。現在はホーフトクラッセのネプチューンズでプレーしている。
代表経験豊富で、2006年のワールドベースボールクラシックオランダ代表にも選出された。
主に左のリリーフ投手として活躍している。